# Vicia kalakhensis
Vicia kalakhensis — вид квіткових рослин з родини бобових (Fabaceae). Це ендемік провінції Холмс, Сирія.

## Середовище
Зустрічається на висотах від 270 до 305 метрів над рівнем моря. Vicia kalakhensis зустрічається у важкому чорному базальтовому ґрунті на вологих луках та чагарникових пасовищах на схилах пагорбів. .

## Загрози й охорона
Загрози для цього виду залишаються невідомими. Імовірно, географічно обмежений ареал цього виду перебуває під загрозою через зміни в управлінні навколишнім середовищем.